# La novillada
La novillada es un cuadro de Francisco de Goya realizado en 1780 y que escenifica un típico jornal taurino. Goya era aficionado a las corridas de toros y se dice que al viajar a Italia en 1771, deseaba ganarse la vida como torero. La pintura fue realizada por órdenes de los consejeros reales de Carlos III de España, para obsequiarle la obra a los Príncipe de Asturias, Carlos IV y María Luisa de Parma, futuros reyes en 1788. La novillada está pintada en colores y tonos vivos, característica de los primeros años de Goya y se le considera un cuadro predecesor del Impresionismo.